# Un paseo a Playa Ancha
Un paseo a Playa Ancha es un antiguo documental chileno, mudo y en blanco y negro, dirigido por el francés Maurice Albert Massonnier, rodado en la ciudad de Valparaíso el 8 de enero de 1903 y estrenado el 16 de enero del mismo año en el Biógrafo Lumière y en el Teatro Nacional de Valparaíso.
Esta es la película chilena más antigua que se puede ver en la actualidad, luego de haber sido restaurada en Francia en la década de 1990 por el chileno Daniel Sandoval.

## Sinopsis
Un grupo de comensales baila cuecas y se disponen a almorzar al aire libre en Playa Ancha. El huaso Rodríguez aparece montado en su caballo y obsequiándole una marraqueta al director de la revista Sucesos. El protagonista inicia una ronda de cuecas, acompañado por cantoras con arpas y guitarras. El huaso se va a sentar en una mesa dispuesto a comerse una cazuela chilena, pero se produce una pelea, que sin embargo es rápidamente apaciguada por un guardia.
|                                                         |
| El huaso Rodríguez en su caballo y bailadores de cueca. |

|                        |
| Fotograma de la pelea. |

|                                  |
| Escena final con los comensales. |

## Historia

### Massonnier
Los franceses Moussy y Maurice Albert Massonnier fueron dos camarógrafos pertenecientes a la centena de profesionales entrenados entre 1896 y 1905 por Auguste Marie y Louis Jean Lumière, inventores del cinematógrafo que dio comienzo a la industria cinematográfica. Ambos viajaron a Chile guiados por los hermanos Lumière; Massonnier se instaló en Valparaíso y fundó su propia empresa cinematográfica, proyectando películas en el Biógrafo Lumière de dicha ciudad.

### Producción

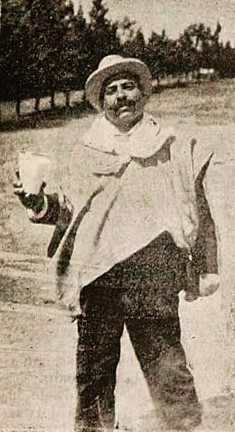
El huaso Rodríguez, protagonista de la película.

La película fue rodada el 8 de enero de 1903 en el paseo de Playa Ancha de Valparaíso. La empresa Massonnier organizó un almuerzo al aire libre con unos 150 invitados, varios de ellos representantes de la prensa local, que comenzaron a llegar desde las 11:30 de la mañana. El documental fue grabado frente a la gran mesa sobre la cual se desarrolló la comida, desarrollándose en tres partes:
1. Baile de cueca
2. Una cazuela a la chilena
3. Una pelea

El documental se recibió con entusiasmo y se exhibió durante varios días en la ciudad.

### Conservación y restauración
Luego de proyectar Un paseo a Playa Ancha en Valparaíso, Massonnier regresó a Francia, llevándose consigo una copia de la película. Esto permitió su conservación y posterior reconocimiento, noventa años más tarde, entre los archivos franceses Bois d'Arcy, siendo restaurada por el chileno Daniel Sandoval, quien entregó una copia al Ministerio de Educación.